# Filip Hyacint z Lobkovic
Filip Hyacint Josef kníže z Lobkowicz, také z Lobkovic (Filip Hyacint Josef 4. kníže z Lobkovic, vévoda zaháňský, hrabě ze Sternsteinu, 25. února 1680 Altenstadt, Bavorsko – 21. prosince 1734 Vídeň, Rakousko) byl český šlechtic z rodu Lobkoviců. V roce 1715 se jako dědic knížecího titulu stal majitelem rozsáhlého majetku v Čechách, který později rozšířil převzetím dědictví vymřelé bílinské rodové větve. Mimoto vlastnil okněžněné hrabství Sternstein v Bavorsku a zaháňské vévodství ve Slezsku. U císařského dvora ve Vídni zastával funkci nejvyššího hofmistra císařovny Alžběty Kristýny a v roce 1731 získal Řád zlatého rouna. Jeho mladší bratr Jan Jiří Kristián z Lobkovic (1686–1755) byl polním maršálem císařské armády a zakladatelem mělnické rodové větve.

## Život
Narodil se v Altenstadtu v bavorském hrabství Störnstein, které patřilo do rodového majetku. Byl druhorozeným synem knížete Ferdinanda Augusta (1655–1715) a jeho první manželky Klaudie Františky, rozené hraběnky Nasavské (1660–1680), která zemřela krátce po Filipově narození. Dětství trávil s otcem na cestách mezi Německem, Čechami a Slezskem, kde Lobkovicům patřilo vévodství zaháňské. V létě 1697 byl vyslán na kavalírskou cestu, během níž nevystupoval pod rodným jménem, ale užíval titul hraběte ze Sternsteinu. Nejprve navštívil Haag a Brusel, delší dobu pak pobýval v Paříži s mladším bratrem Josefem Augustem (1681–1717). Oba bratři pak více než rok cestovali po Itálii, na přelomu let 1700–1701 pobývali v Římě.
Po návratu z kavalírské cesty se připojil k císařskému dvoru, stal se císařským komorníkem a tajným radou, v letech 1718–1719 předsedal zemskému sněmu ve Slezsku, kde vlastnil knížectví záhaňské. Jako přední český šlechtic a suverénní slezský kníže měl důležitou ceremoniální úlohu při korunovaci Karla VI. v Praze, i když v té době nezastával žádný vysoký úřad. S rodinou pobýval v té době často v Praze a Roudnici, kde dokončoval úpravy rodové rezidence. Závěr života nakonec strávil ve Vídni, protože v letech 1729[zdroj?]–1734 byl nejvyšším hofmistrem císařovny Alžběty Kristýny. Dne 27. listopadu 1731 byl vyznamenán Řádem zlatého rouna. Zemřel ve Vídni krátce před Vánocemi v roce 1734 ve věku 54 let.

## Rodinné a majetkové poměry

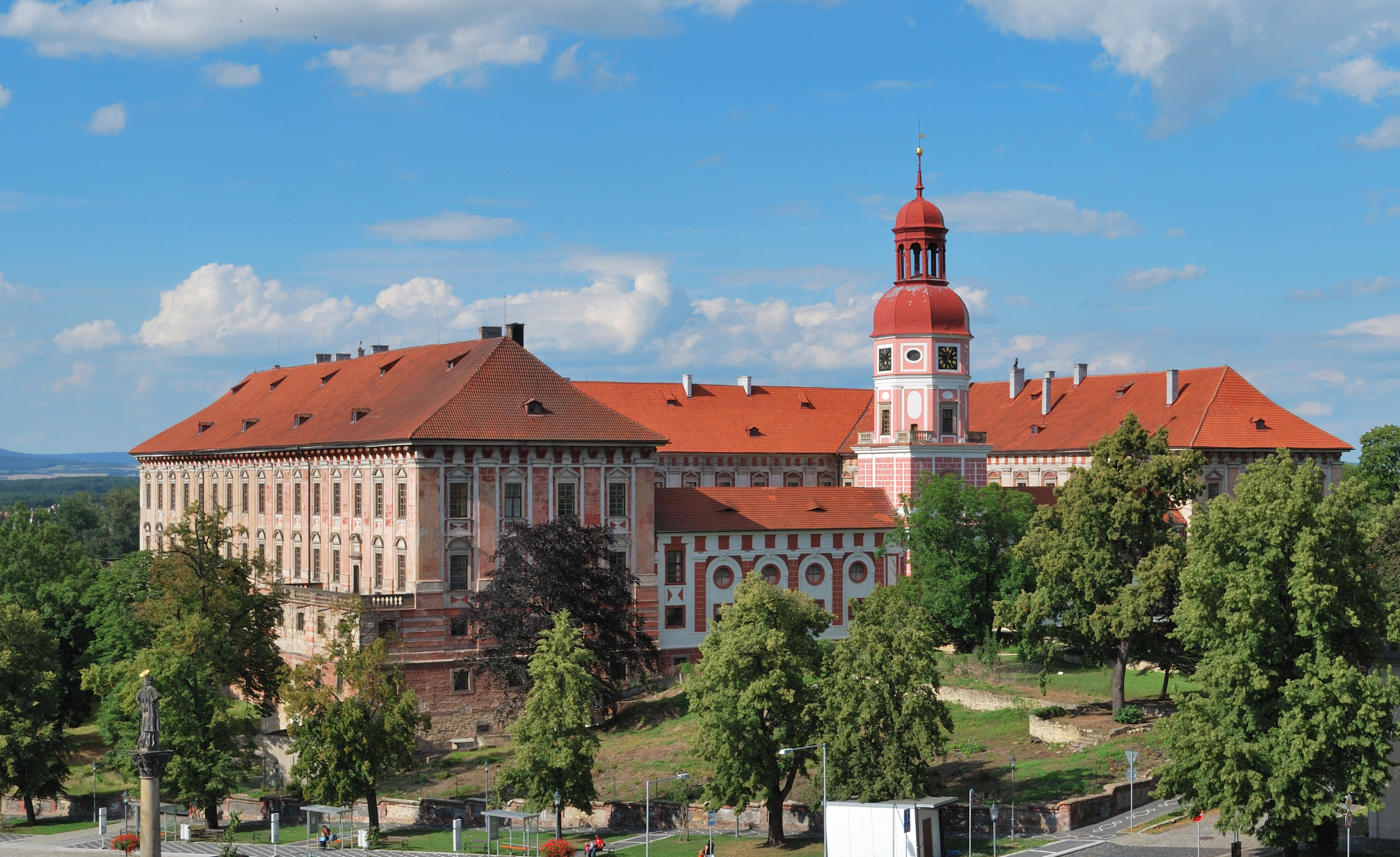
Zámek Roudnice nad Labem, hlavní rodové sídlo Lobkoviců

Filip Hyacint byl dvakrát ženatý. Poprvé se oženil se svou vzdálenou příbuznou Eleonorou Kateřinou z Lobkovic (1685–1720) z bílinské rodové větve, dcerou císařského diplomata Václava Ferdinanda z Lobkovic. Z jejich manželství se narodil jediný syn Ferdinand, který zemřel v dětství. Po ovdovění uzavřel Filip Hyacint druhé manželství v roce 1721 s hraběnkou Marií Vilemínou z Althannu (1703–1754), dcerou císařského generála Michaela Ferdinanda z Althannu. Pět z jejich osmi dětí zemřelo v dětství, v mladém věku zemřel i dědic majetku a titulu kníže Václav Ferdinand (1723–1739), pokračovatelem rodu a dalším knížetem byl syn Ferdinand Filip (1724–1784). Z dcer se dospělého věku dožila Marie Alžběta (1726–1786), manželka diplomata a státního kancléře Antonína Corfitze Ulfelda (1699–1769).
Po otci zdědil kromě bavorského hrabství Sternstein a Zaháňského vévodství ve Slezsku také rozsáhlé statky v Čechách. Hlavním rodovým sídlem byla Roudnice nad Labem, k níž byly přidruženy další statky Encovany a Dolní Beřkovice. Na Sedlčansku rod vlastnil panství Vysoký Chlumec s Jistebnicí, k němuž náleželo přes 80 vesnic. Filipova první manželka Eleonora Kateřina zdědila po svém předčasně zemřelém bratru Leopoldovi severočeskou Bílinu, Zámek v Bílině zůstal v té době stranou zájmu knížecí rodiny, ale Eleonora Kateřina jako první projevila zájem o místní léčivé prameny a položila tak základ k pozdějším lázním.
V roce 1722 vymřela bílinská větev rodu Oldřichem Felixem (1650–1722), který byl strýcem Filipovy manželky Eleonory. Na základě Oldřichovy závěti se dědicem jeho majetku (Jezeří, Nové Sedlo) měl stát Filipův mladší bratr Jan Jiří Kristián (1686–1755). Ten ale před správou statků upřednostňoval vojenskou kariéru. Mezi bratry došlo k dohodě o převzetí dědictví Filipem Hyacintem, zatímco pro Jiřího Kristiána jako zakladatele rodové sekundogenitury bylo vytvořeno peněžní svěřenství.